# غابرييل لاكريدا
غابرييل لاكريدا هو لاعب كرة قدم برازيلي، ولد في 29 أغسطس 1999 في Caieiras ‏ في البرازيل.

## وصلات خارجية
- غابرييل لاكريدا على موقع قاعدة بيانات كرة القدم.إي يو (الإنجليزية)
- غابرييل لاكريدا على موقع Soccerway.com (الإنجليزية)